# 1925 en Ontario
Chronologie de l'Ontario
- 1921
- 1922
- 1923
- 1924
- 1925
- 1926
- 1927
- 1928
- 1929

Cette page concerne des événements d'actualité qui se sont produits durant l'année 1925 dans la province canadienne de l'Ontario.

## Politique
- Premier ministre : Howard Ferguson (Parti conservateur)
- Chef de l'Opposition: W. E. N. Sinclair (Parti libéral)
- Lieutenant-gouverneur: Henry Cockshutt (en)
- Législature: 16e (en)

## Événements

### Octobre
- 29 octobre : le Parti conservateur remporte l'élection fédérale avec 116 candidats élus contre 99 députés libéraux, 24 progressistes, 2 membres du Parti ouvrier et 2 candidats indépendants. En Ontario, le résultat est de 67 conservateurs, 12 libéraux, 2 progressistes et 1 conservateur indépendant. Malgré ces résultats, Mackenzie King décide de s'accrocher au pouvoir, espérant compter sur l'appui du Parti progressiste et du Parti ouvrier[1].

## Naissances
- 25 juillet : Charmion King, actrice († 6 janvier 2007).
- 29 juillet : Ted Lindsay, joueur de hockey sur glace.
- 11 août : Floyd Curry, joueur de hockey sur glace († 16 septembre 2006).
- 11 septembre : Harry Somers, compositeur († 9 mars 1999).
- 2 octobre : Wren Blair, entraîneur et dirigeant de hockey sur glace († 2 janvier 2013).
- 8 novembre : Allan Lawrence, député provincial de Saint-Georges (1958-1972) et député fédéral de Northumberland—Durham (1972-1979) et Durham—Northumberland (1979-1988) († 6 septembre 2008).

## Décès
- 3 mars : William Pugsley, premier ministre du Nouveau-Brunswick et lieutenant-gouverneur du Nouveau-Brunswick (° 27 septembre 1850).
- 15 août : Adam Beck, député provincial de London (1902-1919, 1923-1925) (° 20 juin 1857).
- 6 septembre : George Henry Bradbury (en), député fédéral de Selkirk (1908-1917) et sénateur (° 25 juin 1859).
- 2 novembre : James Alexander Lougheed, sénateur (° 1er septembre 1854).